# Таралежите се раждат без бодли
„Таралежите се раждат без бодли“ е български детски филм от 1971 година на режисьора Димитър Петров по сценарий на Братя Мормареви. Оператор е Крум Крумов. Музиката във филма е композирана от Петър Ступел. Художник на постановката е Костадин Русаков.
Филмът включва три обособени епизода, обединени от общите главни герои, група момчета от софийски квартал:
- „Тревожно явление“ – нов ученик показва на съучениците си, че може да си мърда ушите, и скоро цялото училище започва да се упражнява в това, а изнервена учителка го тълкува като агресия срещу нея
- „Хулигани“ – описва конфликта между децата и неприятен местен магазинер заради футболна топка, попаднала в мазето на магазина
- „Подаръкът“ – едно от децата открива в дома си скрита футболна топка, изнася я навън и тя случайно попада в камион, след което до края на деня децата се опитват да си я върнат, обикаляйки града

## Награди
- Специална награда, (Варна, 1971).
- Сребърен медал в конкурса за детски филми, Наградата на детското жури „Клоунски кариран каскет“, (Москва, СССР, 1971).
- Награда „Фемина“, (Брюксел, Белгия, 1974).

## Състав

### Актьорски състав
| В ролите:                      |                                           |
| Изпълнител                     | Роля                                      |
| ------------------------------ | ----------------------------------------- |
| Ивайло Джамбазов               | Теди                                      |
| Нейко Нейков                   | Коко                                      |
| Петър Пейчев                   | Демби                                     |
| Андрей Слабаков                | Кънчо                                     |
| Иван Аршинков                  | Наско                                     |
| Димитър Цонев                  | Любчо                                     |
| Кирил Петров                   | Кирчо                                     |
| Красимир Марианов              |                                           |
| Ивайло Симеонов                |                                           |
| Емил Петров                    |                                           |
| Саркис Мухибян                 | Бай Танас                                 |
| Румена Трифонова               | Учителката по пеене - Другарката Дилянска |
| Народен артист Димитър Панов   | Дядото, който живее сам                   |
| Заслужил артист Николай Дойчев | Дядото на Коко                            |
| Васил Стойчев                  | Класният Другаря Пенев                    |
| В епизодите:                   |                                           |
| Златина Дончева                | Майката на Кънчо                          |
| Бояна Кънева                   |                                           |
| Домна Ганева                   | Майката на Наско                          |
| Вихра Коклин                   |                                           |
| Никола Николов                 |                                           |
| Георги Гайтаников              |                                           |
| Стоил Попов                    |                                           |
| Георги Георгиев – Гочето       |                                           |
| Петър Божилов                  |                                           |

### Творчески и технически екип
| Режисьор           | Димитър Петров                                                              |
| Сценарий           | Братя Мормареви                                                             |
| Оператор           | Крум Крумов                                                                 |
| Художник Костюми   | Костадин Русаков                                                            |
| Музика             | Заслужил артист Петър Ступел                                                |
| Звукооператор      | Рихард Андреев                                                              |
| Редактор           | Свобода Бъчварова                                                           |
| Монтаж             | Люба Петрова Дора Васева                                                    |
| Грим               | Юлия Нешева                                                                 |
| Фотограф           | Жана Карайорданова                                                          |
| Асистент-режисьори | Лиляна Дикова Лиляна Тонева Екатерина Петрова Клара Стоименова              |
| Асистент-оператори | Цветан Чобански Кирил Зашев                                                 |
| Директор           | Кирил Киров                                                                 |
| Distributed by     | БЪЛГАРСКА КИНЕМАТОГРАФИЯ Студия за игрални филми „СОФИЯ“ /Copyright © 1970/ |